# Fumetti neri
Fumetti Neri (Lit. czarny komiks) jest to podgatunek włoskiego komiksu, który narodził się we Włoszech wraz z powołaniem do życia postaci Diabolika. 
Bohaterowie kojarzeni z komiksami typu fumetti neri są bardziej anty-bohaterami lub wręcz złoczyńcami niż tradycyjnymi herosami z historii obrazkowych. Postać Diabolika jest luźno oparta na ikonie francuskiej popkultury  Fantomasie. Kolejni bohaterowie tworzeni w tego typu komiksach, byli zwykle wariacjami postaci Diabolika.
Polski badacz komiksu Jerzy Szyłak w swojej książce Zgwałcone oczy, tak opisuje to zjawisko:
"Najbardziej charakterystyczny przypadek typowej pornografii komiksowej stanowią włoskie historyjki obrazkowe, zaliczane do tzw. fumetti neri lub fumetti per adulti. Zawierają one opowieści dające się zaliczyć do różnych odmian twórczości awanturniczej, które najczęściej są tylko pretekstem do mnożenia obrazów pełnych brutalności, rozlewu krwi, widoków uszkodzeń ciała i seksualnej przemocy. Ze względu na manifestacyjne wręcz poruszanie się po obszarze "tematów zakazanych", odegrały one istotną rolę w kształtowaniu oblicza komiksów dla dorosłych. Ograniczyła się ona jednak do manifestacyjnego naruszenia obyczajowych tabu." 
Kariera komiksów tego typów w Polsce można datować na lata 90, gdy Wydawnictwo Rekin oddało w ręce czytelników cztery albumy, każdy z innej serii: Black Jack, Wallestein, Donna Blu oraz Jolly. Po tym nastała dłuższa przerwa, aż Wydawnictwo Egmont postanowiło wydawać serie pt. Dylan Dog.
Inne komiksowe serie fumetti neri:
- Génius
- Kriminal autorstwa Magnusa oraz Maxa Bunkera; bardziej brutalna odmiana Diabolika.
- Necron autorstwa Magnusa; połączenie komiksowej pornografii z horrorem gore
- Satanik autorstwa Magnusa oraz Maxa Bunkera; kobieca wersja Diabolika, lecz poruszająca w swoich fabułach element horroru oraz zjawisk nadprzyrodzonych.
- Zora la vampira autorstwa pary Birago Balzano (rysunki) oraz Renzo Barbieri (scenariusz); opowieść o wampirzycy Zorze